# Raffaella Petrini
Sestra Raffaella Petrini F.S.E. (* 15. ledna 1969 Řím) je italská řeholnice a  socioložka, od března 2025 prezidentka Governatorátu Městského státu Vatikán a zároveň prezidentka Papežské komise pro Městský stát Vatikán.

## Život
Raffaella Petrini studovala nejprve politické vědy na prestižní soukromé univerzitě LUISS „Guido Carli“ v Římě, doktorát sociálních věd získala na římském Angelicu. Získala také master v behaviorální organizaci na Barney School of Business Univerzity v Hartfordu. Stala se členkou kongregace Františkánských sester od Eucharistie, kde v roce 2007 složila slavné sliby. V letech 2015–2019 vyučovala sociální nauku církve a lékařskou sociologii na papežském institutu Camillianum v Římě, od roku 2019 je řádnou profesorkou ekonomie blahobytu a sociologie ekonomických procesů na fakultě sociálních věd  Angelica.

### Úřady v římské kurii
V roce 2005 začala působit mezi úředníky Kongregace pro evangelizací národů, kde se stala odpovědnou za úřad prefekta. Dne 4. listopadu 2019 ji papež František jmenoval generální sekretářkou Governatorátu Městského státu Vatikán. V červenci 2022 byla jmenována členkou Dikasteria pro biskupy, v říjnu 2022 členkou Správy majetku Apoštolského stolce. Dne 15. února 2025 byla s účinností od 1. března 2025 jmenována prezidentkou Governatorátu Městského státu Vatikán a zároveň prezidentkou Papežské komise pro Městský stát Vatikán.